# Brotte-lès-Luxeuil
Brotte-lès-Luxeuil ist eine französische Gemeinde bei Luxeuil-les-Bains im Département Haute-Saône in der Region Bourgogne-Franche-Comté mit einer Fläche von 687 Hektar und mit 198 Einwohnern (1. Januar 2022). Die Höhenlage beträgt 305 m.
Erstmals erwähnt wurde der Ort im Jahr 1265. Er kam zu diesem Zeitpunkt und bis zu dem Revolutionsjahr 1789 in den Besitz der Abtei von Luxeuil.

## Sehenswürdigkeiten
Die mittelalterliche, bereits im Jahr 1284 dokumentierte Burg, ursprünglich eine von Mauern umfasste und von vier Ecktürmen flankierte Anlage, die heute als Château Brotte bekannt ist, gab die Abtei von Luxeuil als Lehen an die Herren von Mollans. Von den früher im Burghof errichteten Häusern ist nichts mehr zu sehen, seitdem die Gebäude und die Mauern im 18. Jahrhundert als Steinbruch für den Bau von Häusern in der Umgebung genutzt und systematisch abgerissen wurden. Im Jahr 1950 standen noch zwei Türme, von denen einer in den folgenden Jahren teilweise abgerissen wurde. Seit 1993 ist die Anlage in Privatbesitz und wird in Zusammenarbeit mit dem Denkmalpflegeamt systematisch restauriert. Der Donjon, der als Wohnturm diente, wurde komplett wiederhergestellt.
Die der Burg gegenüberstehenden Kirche Saint-Martin blieb im Zuge einer im 19. Jahrhundert vorgenommenen Erneuerung der Kirchturm aus dem 18. Jahrhundert erhalten. Bei der Gestaltung ihres Altars fand ein steinernes Flachrelief aus dem 16. Jahrhundert Verwendung. Die Kirche bewahrt des Weiteren Statuen aus dem 17. und 18. Jahrhundert.
Sehenswert ist auch der schöne, aus dem 19. Jahrhundert stammende Brunnen aus rosa Sandstein mit seinem restaurierten Lavoir.

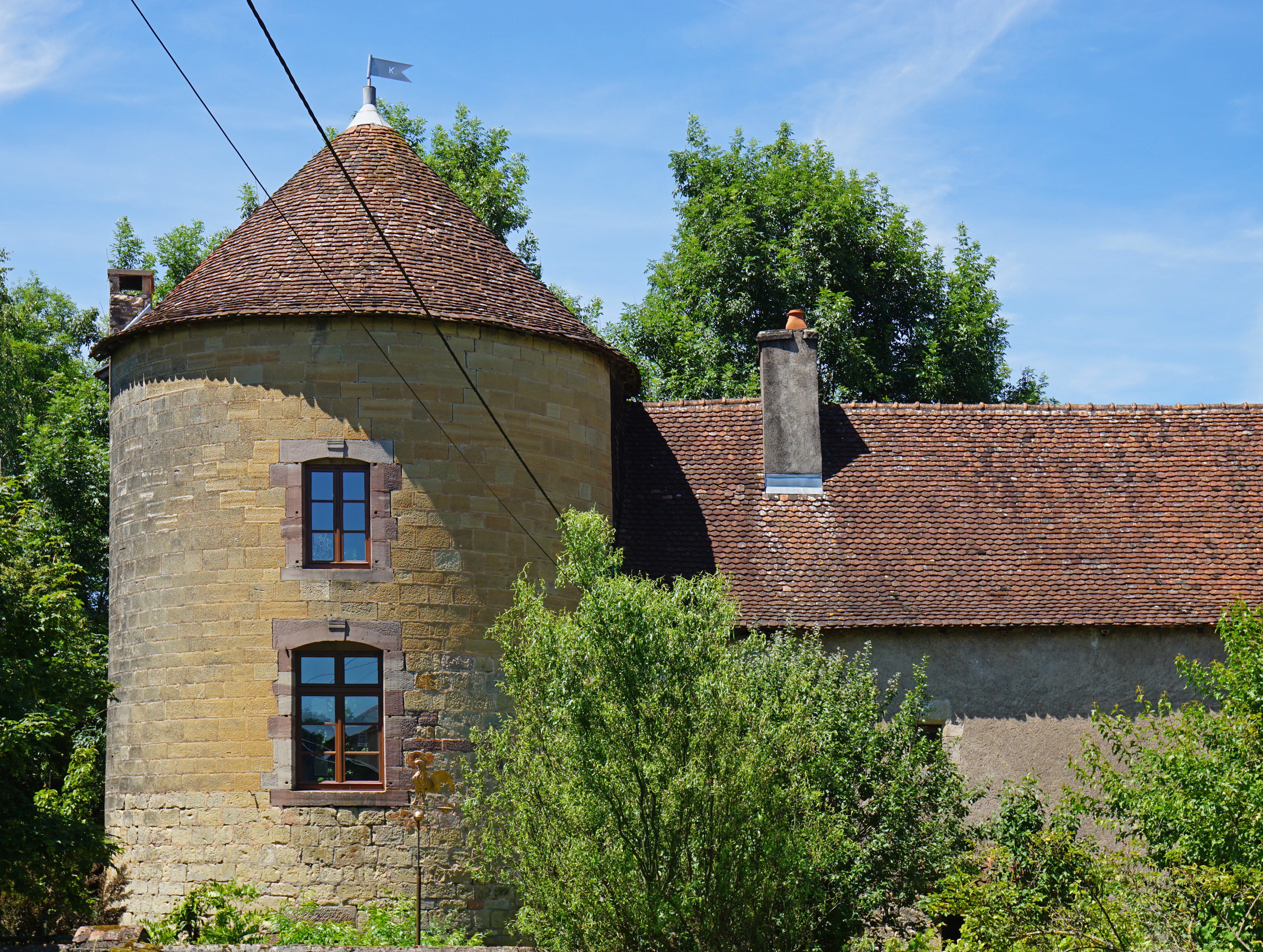
Burg Brotte
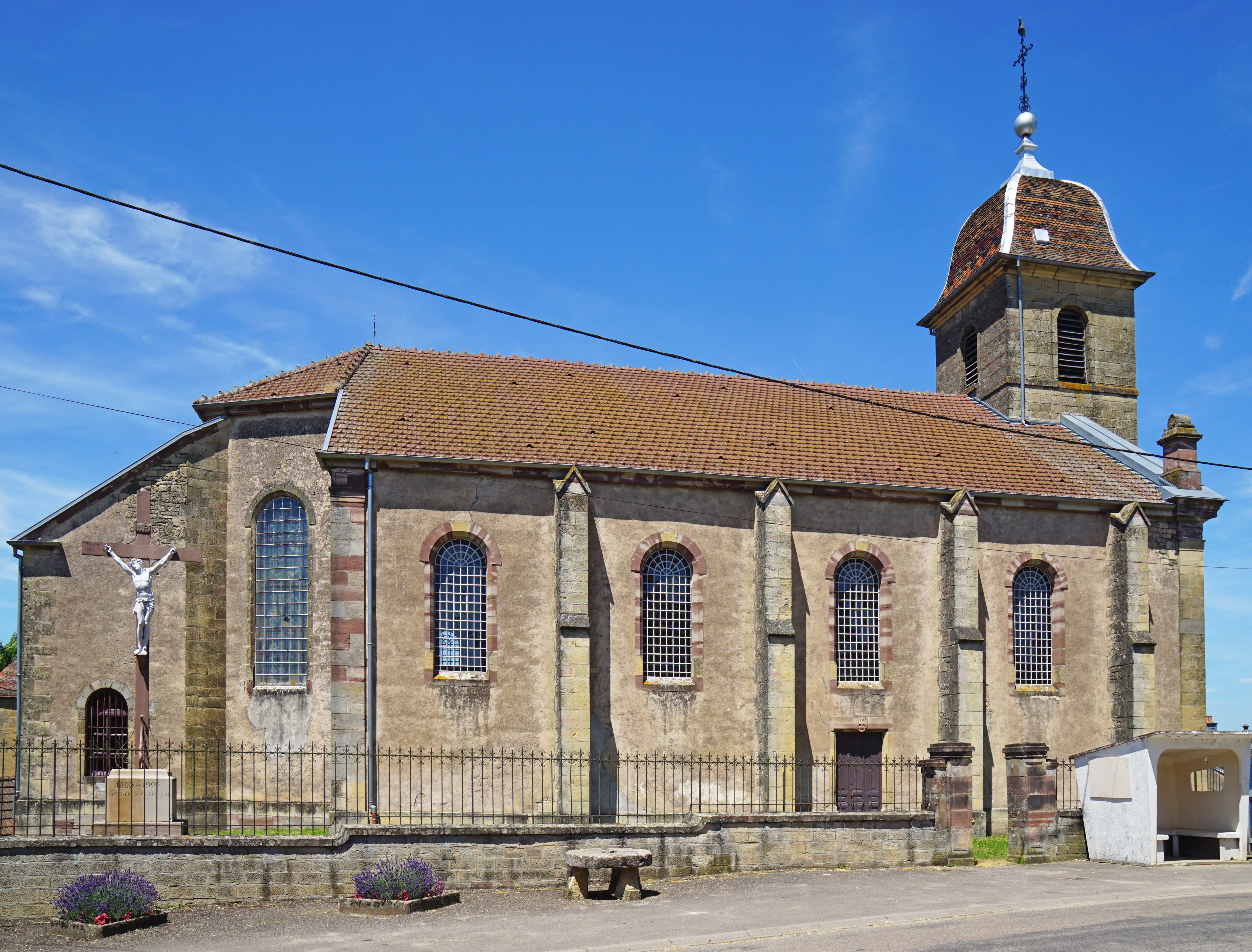
Kirche Saint-Martin
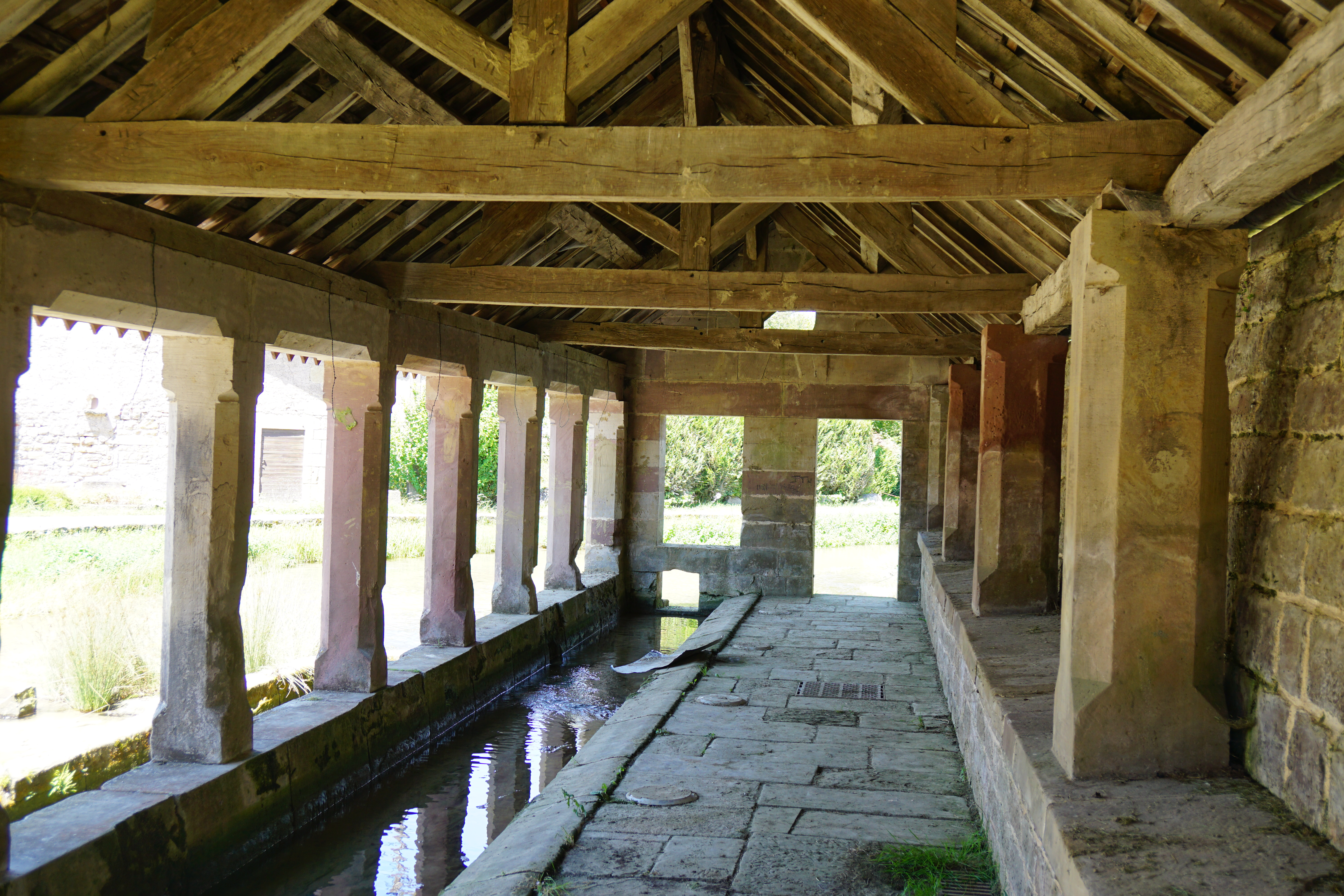
Lavoir in Brotte-lès-Luxeuil